# Francisco León de la Barra
Francisco León de la Barra Quijano född i Querétaro 16 juni 1863 död i Biarritz, Frankrike, 23 september 1939 var jurist, diplomat och mexikansk president 1911.
Innan han blev president hann Leon de la Barra med att vara ambassadör för Mexiko i flera länder i Sydamerika och Europa. Han var även utrikesminister vid flera tillfällen och kom senare att bli ordförande i arbritragedomstolen i Haag.